# Rasputin: Dark Servant of Destiny
Rasputin (também conhecido como Rasputin: Dark Servant of Destiny) é um telefilme estadunidense de 1996, dirigido por Uli Edel, que narra os últimos quatro anos (1912–16) da passagem de Grigori Rasputin como curador de Alexei Nikolaevich, Czarevich da Rússia; o herdeiro aparente do trono russo, bem como o único filho do czar Nicolau II da Rússia e da imperatriz Alexandra Feodorovna.
Dark Servant of Destiny ganhou um Globo de Ouro de melhor minissérie ou telefilme. Alan Rickman, que interpreta Rasputin, ganhou um Emmy (junto com Greta Scacchi no papel da Czarina Alexandra) e um Globo de Ouro por seu trabalho neste filme. Ian McKellen, que viveu o czar Nicolau II, ganhou um Globo de Ouro de melhor ator coadjuvante em televisão e foi indicado ao Emmy.

## Elenco
- Alan Rickman como Grigori Rasputin
- Greta Scacchi como Czarina Alexandra
- Ian McKellen como o czar Nicolau II
- Freddie Finlay como Tsarevich Alexei
- David Warner como Dr. Botkin
- John Wood como primeiro-ministro Stolypin
- James Frain como Príncipe Felix Yusupov
- Ian Hogg como Purishkevich
- Sheila Ruskin como Princesa Marisa
- Peter Jeffrey como Bispo Hermogones
- Julian Curry como Dr. Lazovert